# Peter Greenham
Peter Greenham (* 1926; † 2009) war ein britischer Musiker, Lyriker und Vertreter der Konkreten Poesie.
Bekannte Werke von Peter Greenham sind: Pin Point Puff und Le Travailleur. Greenham schloss sich der Wiener Gruppe an und war verheiratet mit der Künstlerin Lily Greenham (1924–2001).

## Werke
- Aus deutscher Lyrik. Mit acht Bildnissen. Rainer Verlag, Berlin 1966.